# Autophila orthotaenia
Autophila orthotaenia là một loài bướm đêm trong họ Erebidae.